# Lijst van rijksmonumenten in Wildervank
De plaats Wildervank telt 17 inschrijvingen in het rijksmonumentenregister. Hieronder een overzicht.
| Object                                              | Oorspronkelijke functie? | Bouwjaar                                                           | Architect                                         | Locatie                    | Coördinaten?                 | Nr.?   | Afbeelding                                          |
| --------------------------------------------------- | ------------------------ | ------------------------------------------------------------------ | ------------------------------------------------- | -------------------------- | ---------------------------- | ------ | --------------------------------------------------- |
| Landelijk pand zonder verdieping onder schilddak    | Woonhuis                 | 1853                                                               |                                                   | Nijverheidskade 19         | 53° 5' 35" NB, 6° 52' 20" OL | 36880  | Landelijk pand zonder verdieping onder schilddak    |
| Grote boerderij van het Oldambtster type            | Boerderij                | ca. 1860                                                           |                                                   | Raadhuiskade 71            | 53° 4' 15" NB, 6° 51' 31" OL | 36882  | Meer afbeeldingen                                   |
| Hervormde kerk (Margaretha Hardenbergkerk)          | Kerk en kerkonderdeel    | 1687 1777 (verb.) 1834 (verb. toren)                               |                                                   | Torenstraat 108            | 53° 4' 32" NB, 6° 51' 36" OL | 36883  | Meer afbeeldingen                                   |
| Marianne                                            | Woonhuis                 | 1928                                                               |                                                   | Nijverheidsstraat 21       | 53° 5' 33" NB, 6° 52' 14" OL | 515398 | Marianne                                            |
| Marianne, hek                                       | Erfscheiding             | ca. 1928                                                           |                                                   | bij Nijverheidsstraat 21   | 53° 5' 33" NB, 6° 52' 14" OL | 515399 | Upload foto                                         |
| Steenhouwerij/stucadoorsbedrijf                     | Nijverheid               | 1887-1897 1924 (verb.)                                             |                                                   | J. Kammingastraat 103a     | 53° 3' 41" NB, 6° 51' 6" OL  | 515401 | Upload foto                                         |
| Steenhouwerij/stucadoorsbedrijf, schoorsteenpijp    | Nijverheid               | 1915                                                               |                                                   | bij J. Kammingastraat 103a | 53° 3' 41" NB, 6° 51' 6" OL  | 515402 | Upload foto                                         |
| Steenhouwerij/stucadoorsbedrijf, kapschuur          | Boerderij                | 1924                                                               |                                                   | bij J. Kammingastraat 103a | 53° 3' 41" NB, 6° 51' 6" OL  | 515403 | Upload foto                                         |
| Gereformeerde kerk                                  | Kerk en kerkonderdeel    | 1910-'11 1980 (uitbr.) 1985-'88 (rest.) 1992-'93 (rest. interieur) | Tj. Kuipers                                       | Torenstraat 74             | 53° 4' 39" NB, 6° 51' 39" OL | 515427 | Gereformeerde kerk                                  |
| Marieneck                                           | Woonhuis                 | 1930 1949 (verb.)                                                  | P. van der Meulen                                 | Nijverheidsstraat 11       | 53° 5' 37" NB, 6° 52' 17" OL | 515428 | Upload foto                                         |
| Winkelwoning met art-nouveau-elementen              | Werk-woonhuis            | 1872-'74 1910 (verb.) 1996 (verb.)                                 | J. Siccama (1910)                                 | Nijverheidsstraat 73       | 53° 5' 19" NB, 6° 52' 6" OL  | 515429 | Meer afbeeldingen                                   |
| Omnia Vanitas                                       | Dienstwoning             | 1937 1941 (uitbr.)                                                 | J. Kruijer P. van der Meulen                      | Nijverheidskade 76         | 53° 5' 13" NB, 6° 52' 6" OL  | 515430 | Omnia Vanitas                                       |
| Villa in overgangsstijl met hek                     | Woonhuis                 | 1907 1941 (verb.)                                                  | verm. J. Siccama en Zn. Van Linge en Bosma (1941) | Nijverheidskade 20         | 53° 5' 34" NB, 6° 52' 18" OL | 515431 | Villa in overgangsstijl met hek                     |
| Herenhuis in aan de Um-1800 verwante stijl          | Woonhuis                 | 1911 1914 (serre)                                                  | J. Siccama en Zn.                                 | Nijverheidskade 91         | 53° 5' 7" NB, 6° 52' 2" OL   | 515432 | Meer afbeeldingen                                   |
| Woonhuis van het dwarshuistype in eclectische stijl | Woonhuis                 | 1912                                                               | J. Siccama en Zn.                                 | Postkade 1                 | 53° 5' 6" NB, 6° 52' 1" OL   | 515433 | Woonhuis van het dwarshuistype in eclectische stijl |
| Rentenierswoning met aangebouwde schuur             | Woonhuis                 | 1910 1964 (verb.                                                   | J. Siccama                                        | Postkade 2                 | 53° 5' 5" NB, 6° 52' 1" OL   | 515434 | Rentenierswoning met aangebouwde schuur             |
| De Molen                                            | Dienstwoning             | 1908 1911 (uitbr.) 1956 (verb.) 1974 (verb.)                       | J.A. Hooykaas                                     | Nijverheidskade 22         | 53° 5' 33" NB, 6° 52' 18" OL | 515436 | Upload foto                                         |